# Agyrtacantha
Agyrtacantha is een geslacht van libellen (Odonata) uit de familie van de glazenmakers (Aeshnidae).

## Soorten
Agyrtacantha omvat 4 soorten:
- Agyrtacantha dirupta (Karsch, 1889)
- Agyrtacantha microstigma (Selys, 1878)
- Agyrtacantha othello  Lieftinck, 1942
- Agyrtacantha tumidula Lieftinck, 1937